# 부산시립미술관
부산시립미술관(釜山市立美術館, Busan Museum of Art)은 부산광역시민의 미술문화의식 향상 및 건전한 미술활동공간 제공과 문화예술의 진흥발전에 관한 사무를 분장하는 부산광역시청의 사업소이다. 관장은 지방학예연구관으로 보하되, 일반임기제공무원으로 보할 수 있다.

## 개요
‘시민이 행복한 동북아 해양수도 부산’의 대표적 미술문화공간인 부산시립미술관은 ‘문화로 함께하며 일상을 풍요롭게 하는 미술관’을 추구하며,
해양도시 부산의 특성과 글로벌 스탠다드의 조화를 통해 과거와 미래를 지금, 여기에서 아우르는 예술 문화 플랫폼으로, 다양한 관객들이 문화를 통해 만나며 능동적으로 교류하는 21세기형 미술관을 지향한다.

## 설치 근거 및 소관 사무

### 설치 근거
- 「부산광역시 행정기구 설치 조례」 제41조제1항[2]

### 소관 사무
- 미술문화진흥을 위한 기획 및 상설전시에 관한 사항
- 미술작품 및 자료의 수집 보존·전시·조사 및 연구에 관한 사항
- 미술문화발전에 선도적 역할을 해 온 선인들의 작품소장 및 전시에 관한 사항
- 미술문화 진흥을 위한 대관, 신인발굴 및 창작활동 지원에 관한 사항
- 기타 부산광역시립미술관 운영에 관한 사항

## 연혁
- 1998년 3월 20일: 초대 김종근 관장 취임.
- 1999년 1월 1일: 부산광역시립미술관 설치.[3]
- 2001년 2월 8일: 제2대 허황 관장 취임.
- 2004년 2월 26일: 제3대 김용대 관장 취임.
- 2006년 3월 21일: 제4대 조일상 관장 취임.
- 2011년 3월 21일: 제5대 조일상 관장 연임.
- 2015년 9월 21일: 제6대 김영순 관장 취임.
- 2017년 11월 7일: 제7대 김선희 관장 취임.
- 2019년 11월 7일: 제8대 기혜경 관장 취임.

## 추천 전시
부산시립미술관은 2020년을 ‘부산미술의 정체성 정립’을 위한 원년으로 설정하고, ‘대중성’과 ‘전문성’의 결합을 그 방법론으로 삼았다. 대중매체와 기술의 발달로 이미지가 넘쳐나고 있는 동시대의 삶 속에는 영화관, 다양한 스펙터클을 뽐내는 게임장, 놀이 공원처럼 사람들이 몰입하며 즐길 수 있는 요소들로 가득 차 있다. 오감을 자극하는 즐길 거리의 홍수 속에서 시각이미지를 전면에 내세우고 있는 미술과 미술관의 입지는 좁아질 수 밖에 없다. 이는 부산시립미술관 만의 문제가 아니라 전 세계 모든 미술관들이 직면하고 있는 문제이기에 요즈음의 미술관 전시가 점점 더 자본을 바탕으로 거대화되고 스펙터클한 볼거리를 강조하고 있는 것인지도 모르겠다. 이러한 상황 속에서 미술관이 관객과 소통하고 그들의 요구를 수용하면서도 미술관 본연의 임무를 수행하는 것은 중요하면서도 꼭 유지하여야 할 역할이라 할 수 있다. 대중성을 지향하되 전문성을 전제한 프로그램을 통해 미술관은 동시대 관객에게 다가가면서도 미술관으로서의 역할을 충실하게 수행할 수 있을 것이기 때문이다.

### <김종학 전>
대중적인 인기를 구가하는 설악산의 작가, 꽃의 화가 김종학의 전 시기 작업을 살펴보는 대형 회고전이다. 특히, 이번 전시에는 김종학의 미발표 초기 추상작업이 대거 새롭게 선보인다. 또한 기존의 김종학에 대한 평가가 초기 추상작업과 꽃그림으로 대변되는 구상을 분절적으로 다루었다면, 이번 전시에서는 초기추상에서 현재까지의 작업을 하나로 아우르는 키워드를 통해 살핌으로써 김종학의 전반적 작업세계를 조망할 수 있게 한다.

### <1960~70년대 부산미술조명 전>
부산시립미술관이 부산미술사의 정립을 위해 ‘피난수도 부산’에 이어 진행하는 전시이다. ‘추상, 탈평면, 실험’으로 대변되는 이 시기 부산 작가들의 작업을 한국 미술사의 문맥 속에서 재조명하는 전시이다.

### <빌 비올라 전>
안토니 곰리를 다루었던 ‘이우환과 친구들’ 시리즈의 두 번째 전시로, 빌 비올라의 작품을 선보인다. 이우환 공간에서는 초기 비올라의 명상적 작업을, 본관 3층에서는 본격적으로 빌 비올라의 인간의 삶의 본질에 대해 질문하는 작품들을 선보인다. 빌 비올라의 대형 영상설치의 진수를 만끽할 수 있는 전시이다.

## 소장품

### 2022년 12월 기준 소장 중 작품은 총 2,940건이며, 구체적인 사항은 다음과 같다.
| 종류 | 한국화 | 회화    | 판화  | 드로잉 | 조각  | 뉴미디어 | 공예 | 사진  | 기타 |
| ---- | ------ | ------- | ----- | ------ | ----- | -------- | ---- | ----- | ---- |
| 건수 | 183건  | 1,613건 | 354건 | 204건  | 218건 | 37건     | 18건 | 311건 | 2건  |

## 조직

### 관장
- 관리팀[4]
- 학예연구실[5][6]